# 永山車站 (東京都)
永山站（日语：／ Nagayama eki */?）是位於東京都多摩市永山，屬於京王電鐵、小田急電鐵的鐵路車站。本站所屬的兩公司的正式站名不同，但位置十分接近且互為轉乘站。
- 京王永山站（日语：／ Keiō-nagayama eki */?） - 相模原線車站。車站編號為KO40。
- 小田急永山站（日语：／ Odakyū-nagayama eki */?） - 多摩線車站。車站編號為OT 05。

## 「永山站」的稱呼
多摩市役所「設施介紹」與多摩市立永山圖書館的「交通介紹」、日本醫科大學多摩永山醫院的「MAP」、HUMAX PAVILLION永山的「MAP」 （页面存档备份，存于）等車站周邊設施的交通介紹多將京王、小田急兩站直接寫作「永山站」，或是將正式名稱與「永山站」同時表列。
多摩市在2003年制定的多摩市商業活性化計畫 將本站周邊地區定義為「永山站周邊PDF」。該文件內的「多摩中心站周邊PDF」章節中記述「車站可搭乘小田急多摩線與京王相模原線」，顯示多摩市當局「不將京王、小田急兩業者視為不同車站，而是與「多摩中心站」一樣兩者駛入同車站」。
關於站前巴士總站與巴士站的正式名稱，京王巴士集團與小田急系的神奈川中央交通都稱作「永山站停留所」，多摩市在車站附近營運的自行車停車場名稱也是「永山站駐輪場」。
從眾多案例中可見行政或民間設施、團體等多將京王永山站與小田急永山站合稱為「永山站」。

## 歷史

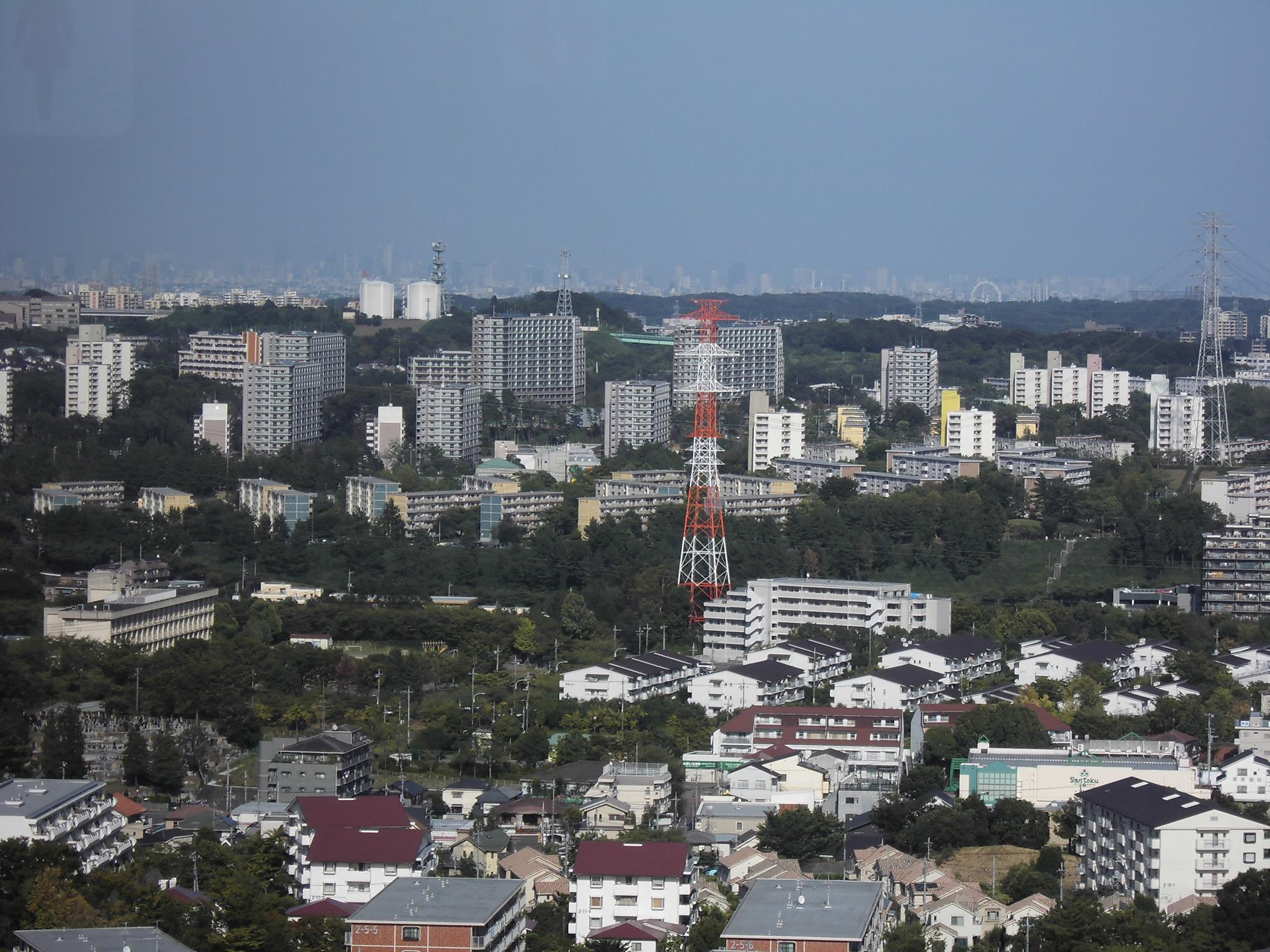
多摩新市鎮的初期入住地區

本站位於多摩新市鎮第一次入住區「諏訪、永山地區」的「地區中心」。但開始入住時由於鐵道工程落後，最近的車站是位於北方約3公里的京王線聖蹟櫻丘站，居民有3年時間僅靠巴士通勤和通學，被戲稱「陸之孤島」。在本站開設後，居民可搭乘同以新宿為起點的京王與小田急兩條路線，之後兩線再與都心的地下鐵直通運轉，便利性大幅提升。

### 年表
- 1974年（昭和49年）
  - 6月1日 - 小田急多摩線開業，設置小田急永山站。本站為各站停車停靠站。
  - 10月18日 - 京王相模原線延伸，設置京王永山站。本站為各站停車與快速停靠站。
- 1975年（昭和50年）4月23日 - 小田急延伸至多摩中心站。
- 2000年（平成12年）12月2日 - 小田急多摩線浪漫特快「Homeway」（ホームウェイ）與急行開始營運。小田急永山站為停靠站。
- 2001年（平成13年）3月27日 - 京王相模原線急行開始營運。京王永山站為停靠站。
- 2002年（平成14年）3月23日 - 小田急多摩線多摩急行開始營運。小田急永山站為停靠站。
- 2004年（平成16年）12月11日 - 小田急多摩線区間準急開始營運。小田急永山站為停靠站。
- 2006年（平成18年）3月 - 小田急永山站更新工程完工。
- 2008年（平成20年）3月15日] - 小田急多摩線浪漫特快「Metro Homeway」（メトロホームウェイ）開始營運。小田急永山站為停靠站。
- 2013年（平成25年）2月22日 - 京王相模原線特急（第二代）開始營運，本站為特急停靠站。
- 2014年（平成26年）
  - 3月15日 - 小田急多摩線準急開始營運。小田急永山站為停靠站。[a]
  - 8月21日 - 小田急永山站換新自動驗票閘口。
- 2015年（平成27年）9月25日 - 京王相模原線準特急開始營運。京王為停靠站。[1]
- 2018年（平成30年）2月22日 - 京王相模原線「Keio Liner」（京王ライナー）開始營運。京王永山站為停靠站。
  - 3月17日 - 小田急多摩線通勤急行開始營運。小田急永山站為停靠站。

### 站名由來

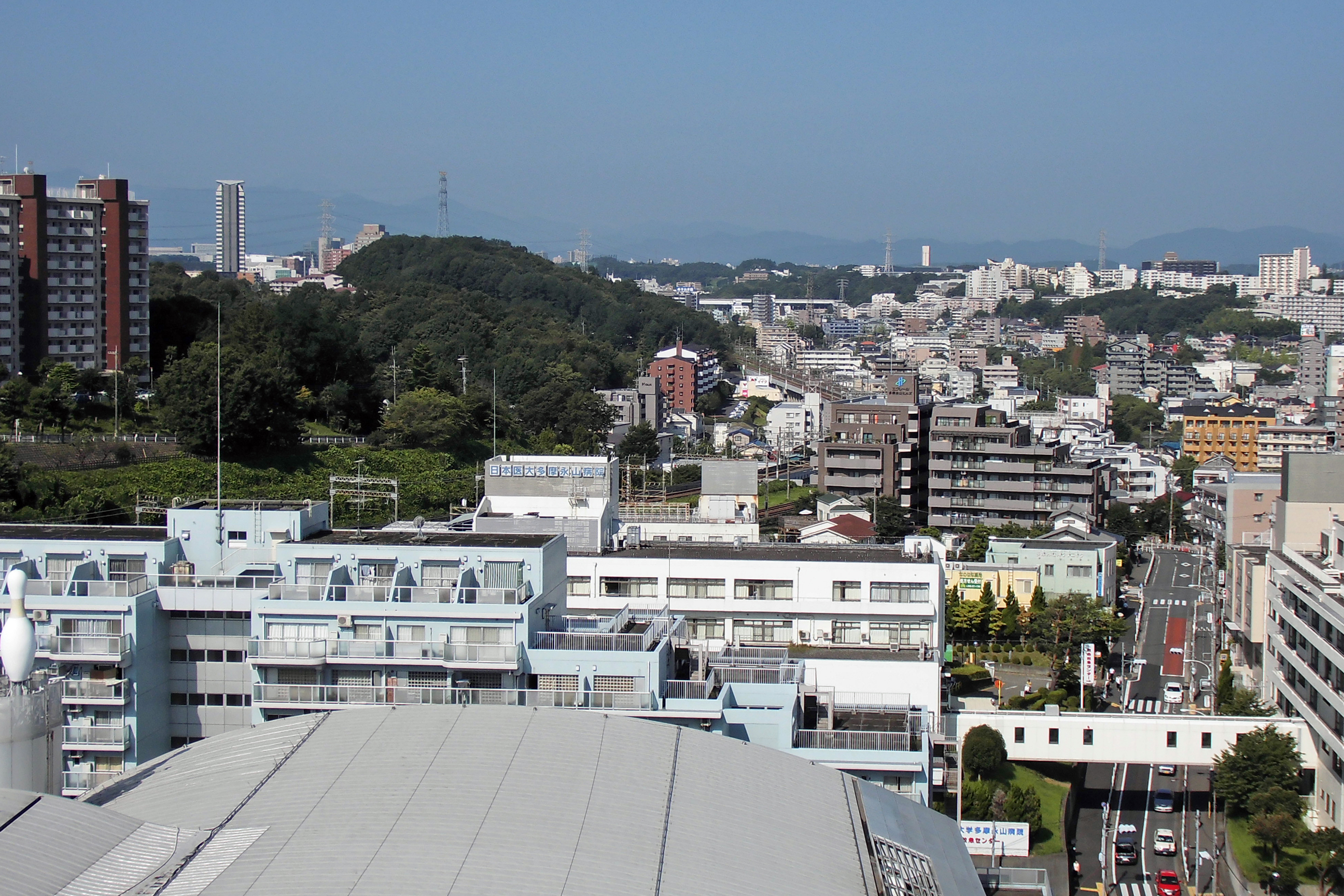
乞田川谷戶地帶的市區

站名源自於所在地多摩市永山。「永山」是本站所在地北方乞田川沿岸的舊大字乞田小字名。該地名源自於南方地名「上長山」、「下長山」，「長」演變成「永」的原因不明。另外西南側丘陵地區為舊大字貝取小字名「瓜生（うりゅう）」。
由於北海道旭川市有同名的日本國有鐵道（國鐵）宗谷本線永山站，另外京王與小田急兩線皆以新宿站為起點，為避免乘客誤乘或不當乘車，因此冠上公司名為「京王永山站」與「小田急永山站」以利區別。
建設計畫的暫時站名有舊大字地名「乞田（こった）」與小字名「瓜生（うりゅう）」。之後選擇新市鎮開發的地名「永山」。

## 車站構造
京王與小田急的永山站是3層構造的混凝土鋼架建築，兩站距離相當近且如同一體化，因此轉乘十分便利。第三層為月台，第二層是站房與商店所在，並連通行人天橋的大廳，一樓是商店與連通巴士總站、計程車乘車處的大廳。本站與多摩中心站皆有許多乘客在此互相轉乘京王線或小田急線，因此於2008年3月15日起發售轉乘定期券。

### 京王電鐵（京王永山站）

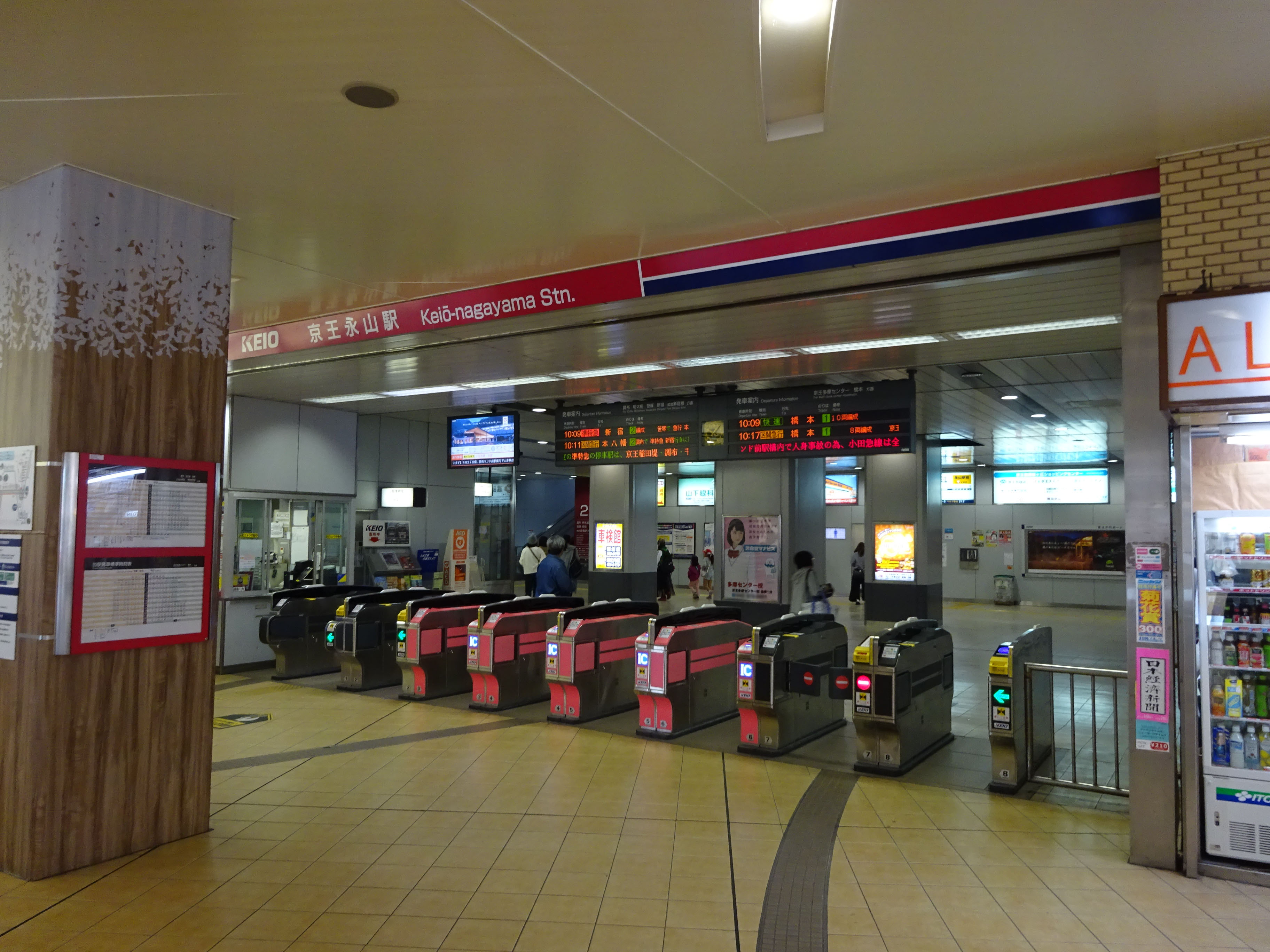
驗票口(2016年10月)

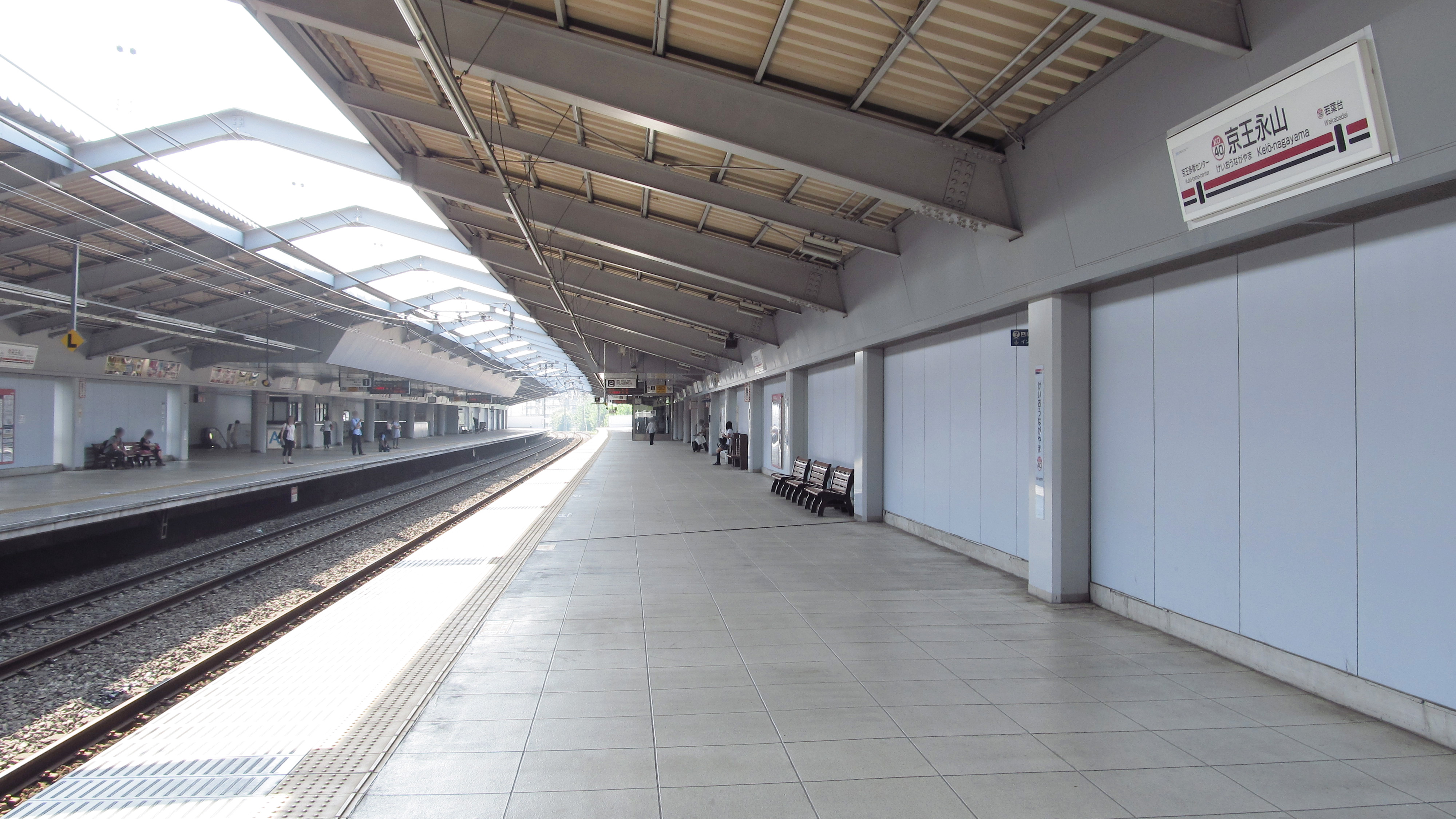
月台(2013年7月)

本站為相對式月台2面2線2的高架車站，車站東側（新宿站側）與多摩丘陵的地平面接壤，並緊鄰「若葉台第2隧道」的隧道口。一開始月台有效長度可對應10輛編組，但頂棚長度僅能對應8輛編組，隨著10輛編組班次逐漸增加，頂棚也往調布方向加長。月台上有配置空調的候車室，驗票口層與月台間有電扶梯與電梯。
站內僅設有一處剪票口，透過行人空中步道可通往東西南北各方向。驗票口外設有零售店A LoT。

#### 月台配置
| 月台 | 路線     | 方向 | 目的地                               |
| ---- | -------- | ---- | ------------------------------------ |
| 1    | 相模原線 | 下行 | 京王多摩中心、橋本方向               |
| 2    | 相模原線 | 上行 | 調布、明大前、笹塚、新宿、新宿線方向 |

#### 站內設施
- 京王retnade（日语：京王クラウン街）永山

### 小田急電鐵（小田急永山站）

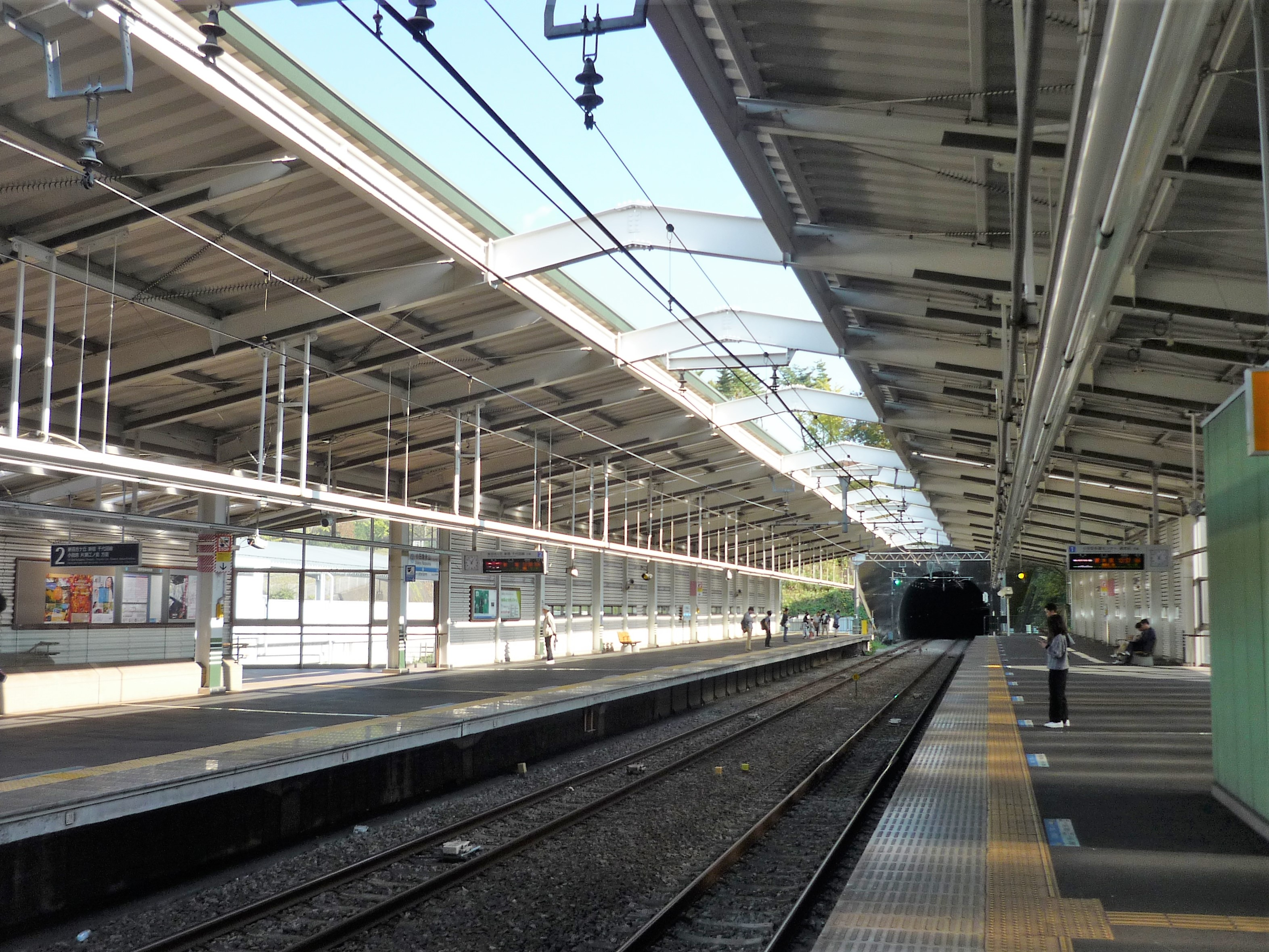
月台(2018年11月)

本站為相對式月台2面2線的高架車站。最初與京王一樣是月台對應10輛編組，但頂棚與樓梯僅限於中央部分。2006年1月31日完成整修工程，加長頂棚並設置太陽能板作為自動售票機與驗票閘門的電力來源。本站與京王一樣設有空調的候車室。
上下線月台與剪票口層設有電梯。車站出入口附近的型態與京王永山站類似。2008年度末，驗票閘口內與月台設置發車標。2013年1月，站名標誌LED化，是多摩線內第一座使用新型站名標的車站。

#### 月台配置
| 月台 | 路線   | 方向 | 目的地                                           |
| ---- | ------ | ---- | ------------------------------------------------ |
| 1    | 多摩線 | 下行 | 小田急多摩中心、唐木田方向                       |
| 2    | 多摩線 | 上行 | 新百合丘、新宿、千代田線、小田原、片瀨江之島方向 |

#### 站內設施
- 小田急Marche（日语：小田急マルシェ）
- 橫濱銀行新百合丘支店小田急永山站出張所
- 三菱東京UFJ銀行多摩支店小田急永山出張所

## 利用狀況
京王與小田急同為前往都心、新宿方向的交通方式，兩者呈現相互競爭的態勢。小田急比京王早四個半月通車，但在1990年代後半以前僅行駛各站停車，使得京王在便利性方面獲得優勢。在2000年以後，小田急與地下鐵千代田線、JR常磐線直通的「多摩急行」與下班尖峰時刻保證能有座位的浪漫特快開始運行，小田急乘客逐漸增加。
另一方面，京王過去速度最快但未停靠本站的特急班次停駛後，取而代之的急行停靠本站，加上直通都營新宿線，使用者逐漸回流。2013年2月22日改點起，再次復活的特急增停本站、京王稻田堤、南大澤。
- 京王電鐵 - 2016年度1日平均上下車人次為46,036人[4]。
京王電鐵中排名第23位。
- 小田急電鐵 - 2016年度1日平均上下車人次為31,040人[5]。
小田急電鐵中排名第38位。

每年上下車人次與上車人次變化如下。
| 年度   | 京王電鐵           | 京王電鐵         | 小田急電鐵         | 小田急電鐵       |
| 年度   | 1日平均 上下車人次 | 1日平均 上車人次 | 1日平均 上下車人次 | 1日平均 上車人次 |
| ------ | ------------------ | ---------------- | ------------------ | ---------------- |
| 1990年 |                    | 16,581           |                    | 7,425            |
| 1991年 |                    | 17,828           |                    | 7,921            |
| 1992年 |                    | 18,537           |                    | 8,016            |
| 1993年 |                    | 18,348           |                    | 8,066            |
| 1994年 |                    | 18,164           |                    | 8,293            |
| 1995年 |                    | 17,831           |                    | 8,555            |
| 1996年 |                    | 17,863           |                    | 8,685            |
| 1997年 |                    | 18,107           |                    | 8,737            |
| 1998年 |                    | 18,463           |                    | 8,545            |
| 1999年 |                    | 17,954           |                    | 8,459            |
| 2000年 |                    | 18,208           |                    | 8,581            |
| 2001年 |                    | 19,534           |                    | 9,011            |
| 2002年 |                    | 20,145           |                    | 9,696            |
| 2003年 | 42,680             | 21,180           | 21,460             | 10,694           |
| 2004年 | 44,023             | 21,874           | 22,567             | 11,345           |
| 2005年 | 43,866             | 21,671           | 24,001             | 12,288           |
| 2006年 | 44,204             | 21,737           | 25,533             | 13,019           |
| 2007年 | 44,734             | 22,014           | 27,003             | 13,719           |
| 2008年 | 44,363             | 21,874           | 28,431             | 14,381           |
| 2009年 | 43,951             | 21,685           | 28,337             | 14,301           |
| 2010年 | 42,465             | 20,909           | 28,190             | 14,238           |
| 2011年 | 41,658             | 20,497           | 27,927             | 14,074           |
| 2012年 | 41,996             | 20,636           | 28,798             | 14,475           |
| 2013年 | 43,299             |                  | 29,853             |                  |
| 2014年 | 44,140             |                  | 29,983             |                  |
| 2015年 | 45,883             |                  | 30,737             |                  |
| 2016年 | 46,036             |                  | 31,040             |                  |

## 車站周邊

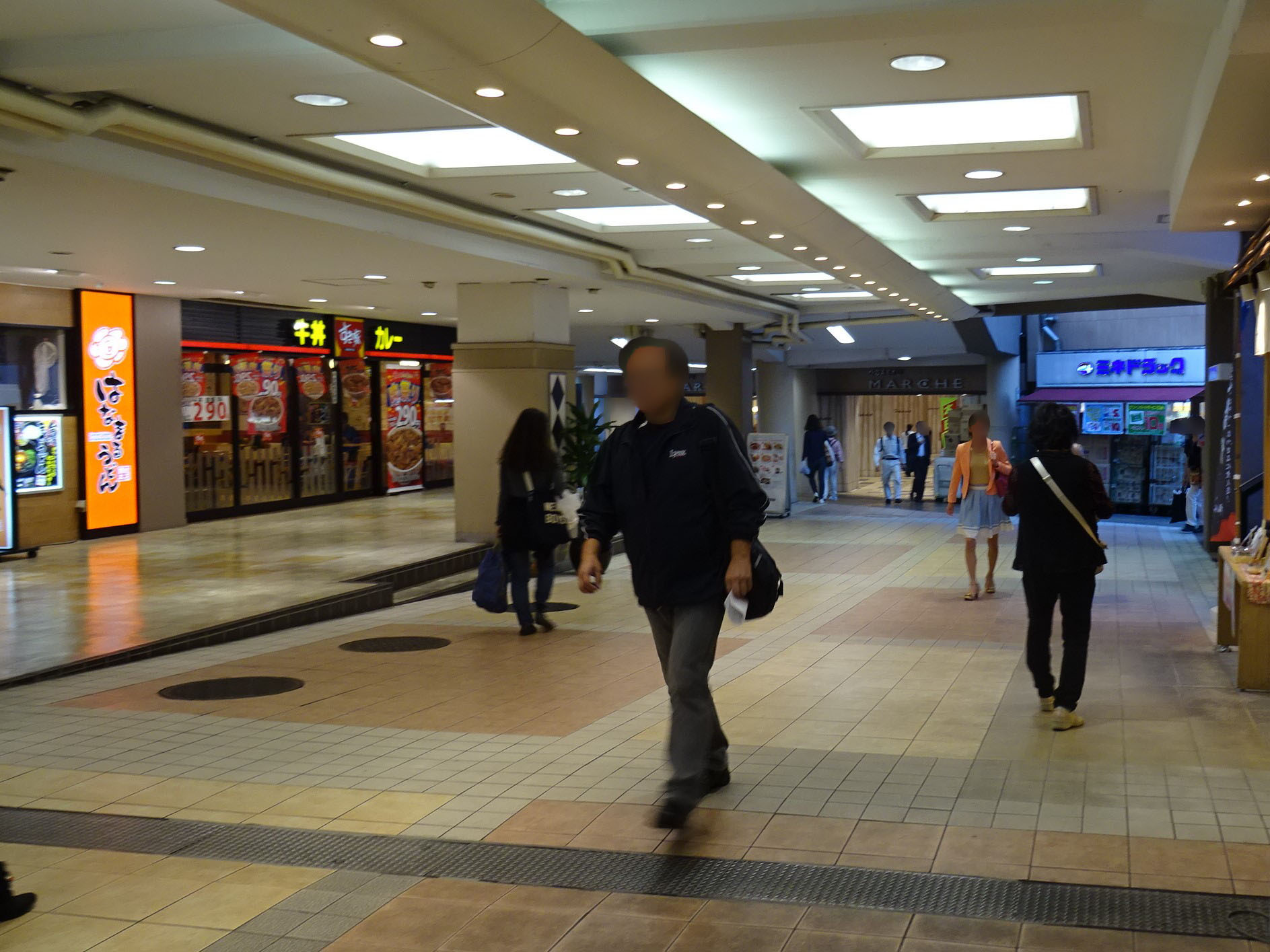
車站高架下的商店街（連接Greenade永山、小田急Marche、京王retnade）

此地是多摩新市鎮第1次入住地區。車站位在丘陵地帶的谷間位置，因此利用周邊地形打造行人與車輛分離的立體空間。
由於這一帶是周邊居民生活據點所在的「地區中心」，食衣住等相關商店與娛樂、醫療保健等設施林立。另外，此地也聚集JTB等多個大型企業的研修中心。

### 南側設施

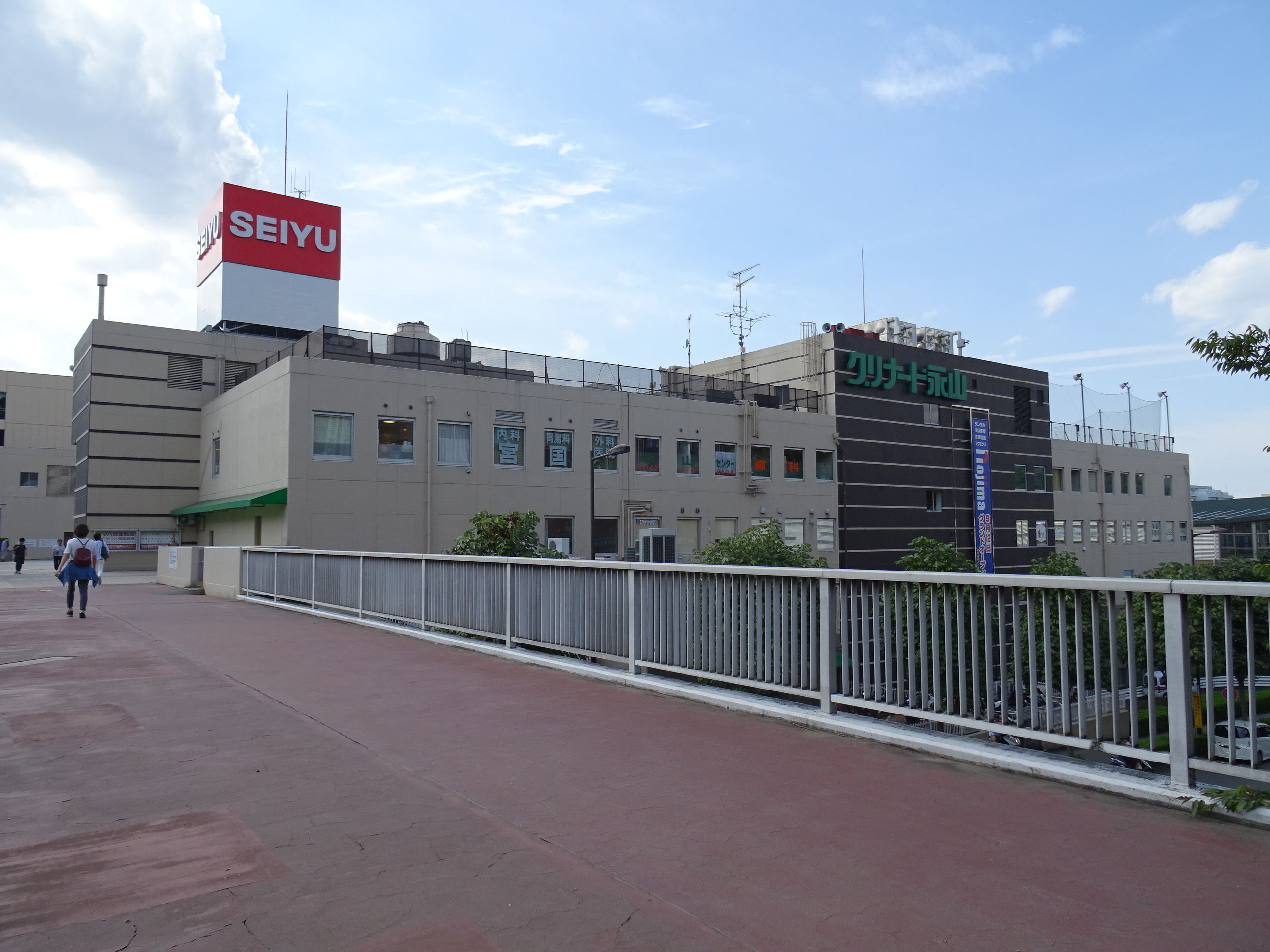
Greenade永山

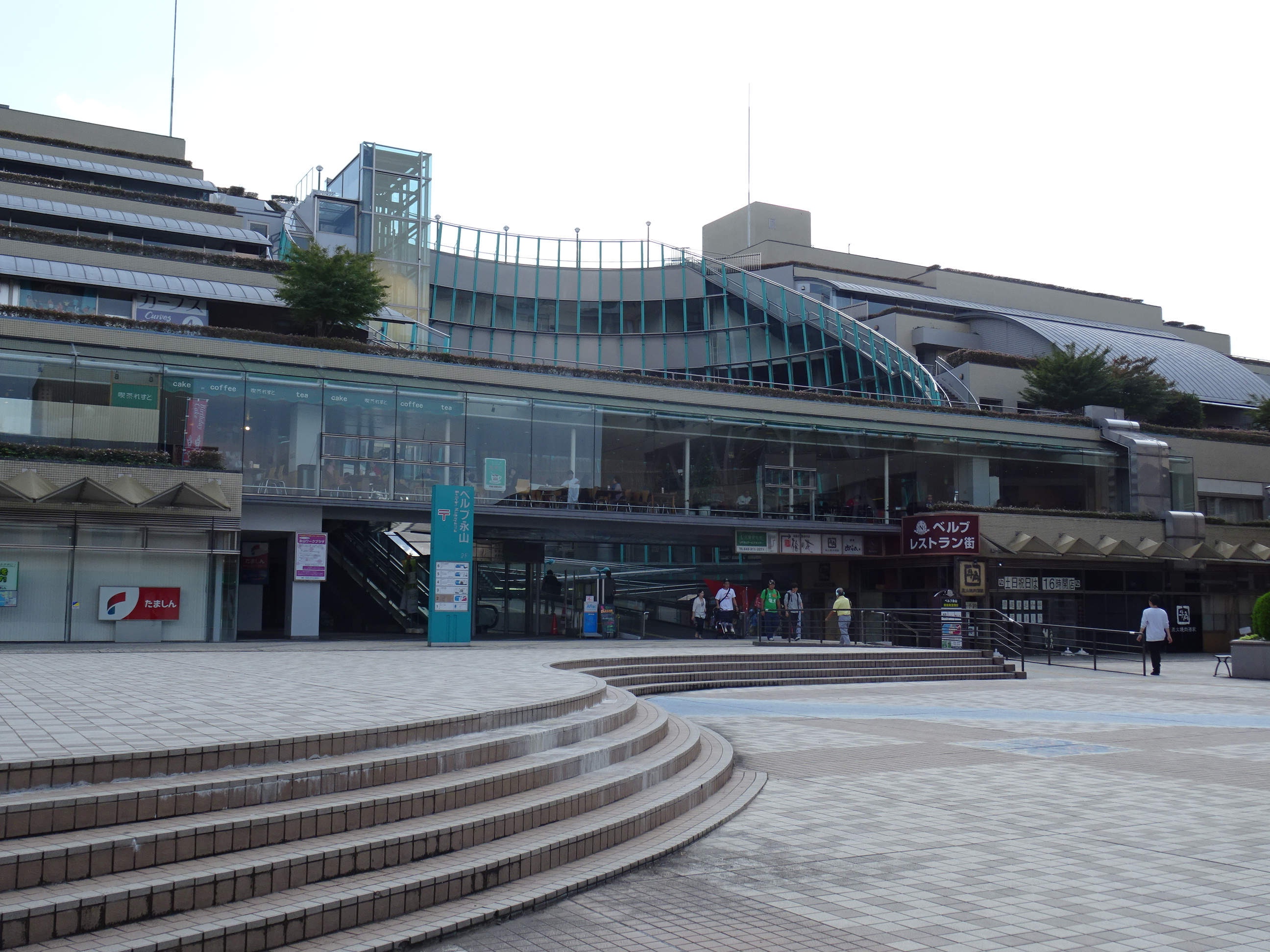
belb永山

- Greenade永山（グリナード永山，1號館）- 以西友永山店為核心的購物中心。診所層有牙科與內科等診所入駐。
  - 三井住友銀行永山支店
  - SMBC朋友證券（日语：SMBCフレンド証券）多摩新市鎮支店
- belb永山（ベルブ永山）
  - 多摩市立永山公民館
  - 多摩市立永山圖書館
  - 財團法人玩具（おもちゃ）圖書館財團多摩玩具圖書館
  - 永山站前郵便局
  - 企業廣場多摩（ビジネススクエア多摩，多摩市創業支援設施）
- 南多摩保健所
- 永山北公園
- 多摩東公園、多摩市營陸上競技場
- 東京都立永山高等學校（日语：東京都立永山高等学校）
- Eco Plaza多摩（エコプラザ多摩，資源化中心）
- 永山諏訪團地

### 北側設施
- 日本醫科大學多摩永山醫院（日语：日本医科大学多摩永山病院）
- Greenade永山（2號館）
- Plaza永山（プラザ永山） - UR都市機構的商店複合式租賃住宅。
- HUMAX PAVILION永山（ヒューマックスパビリオン永山） - 娛樂、運動、超級錢湯（日语：スーパー銭湯）三個設施組成。
- 東京消防廳第九消防方面本部（日语：東京消防庁第九消防方面本部）多摩消防署
- 多摩市役所 - 巴士轉乘

### 巴士路線（永山站）
兩站的站前廣場共通，因此巴士站的正式名稱為永山站。1～4號乘車處在剪票口（車站西側）正面的廣場，5、6號乘車處東側在車站東側的道路上。
此地的路線巴士有京王電鐵巴士、京王巴士南、神奈川中央交通。
櫻丘方向
- [永71]（多摩市迷你巴士（日语：多摩市ミニ巴士）南北線櫻丘·和田路線）：往地藏堂（京王巴士南）

愛宕方向
- [永72]（多摩市迷你巴士南北線愛宕路線）：往多摩中心站（京王巴士南）

永山、諏訪團地方向
- [永13][櫻23]：往永山五丁目（神奈中） ※有深夜巴士
- [永14][櫻25]：經永山五丁目、瓜生 往京王多摩車庫（京王電鐵巴士） ※有深夜巴士
- [櫻24][鶴31]：經永山五丁目、瓜生、京王多摩車庫、大藏 往鶴川站（神奈中）
- [永12][櫻22]：諏訪四丁目循環／往諏訪三丁目（京王電鐵巴士、神奈中）
- [永52]（多摩市迷你巴士東西線右循環）：中諏訪、瓜生、豐丘四丁目、總合福祉中心方向（京王巴士南）

貝取團地、豐丘團地方向
- [永65]：經貝取北中心、豐丘四丁目往多摩中心站（京王巴士南、神奈中） ※有深夜巴士
- [永66]：經貝取北中心往豐丘四丁目（京王巴士南、神奈中） ※有深夜巴士
- [永53]（多摩市迷你巴士東西線左循環）：貝取北中心、豐丘二丁目、多摩中心站、唐木田站方向（京王巴士南）

稻城台醫院（若葉台）方向
- [櫻07]：經多摩東公園、連光寺、紀念館前往聖蹟櫻丘站（京王巴士南）

聖丘團地方向
- [永34]：經多摩大學（日语：多摩大学）往聖丘團地（京王巴士南） ※有深夜巴士
- [櫻06]：經多摩大學、聖丘團地、紀念館前往聖蹟櫻丘站（京王巴士南）

經舊道往聖蹟櫻丘方向
- [櫻64]：經多摩市役所、關戶往聖蹟櫻丘站（京王電鐵巴士）
- [櫻65]：經聖丘醫院、關戶往聖蹟櫻丘站（京王巴士南、神奈中）

經新道往聖蹟櫻丘方向
- [櫻22 - 櫻25] 經諏訪下橋、車橋往聖蹟櫻丘站（京王電鐵巴士、神奈中）

經櫻丘二丁目往聖蹟櫻丘方向
- [櫻92] 經櫻丘二丁目往聖蹟櫻丘站（京王電鐵巴士）

## 相鄰車站
京王電鐵
 相模原線
■京王Liner（下行從本站起不需座席指定券，上行僅能上車。）
京王線新宿（KO01）－京王永山（KO40）－京王多摩中心（KO41）
■特急、■急行
京王稻田堤（KO36）－京王永山（KO40）－京王多摩中心（KO41）
■區間急行、■快速、■各站停車
若葉台（KO39）－京王永山（KO40）－京王多摩中心（KO41）
- 沿線舉行活動時，通常會增停以下車站。
  - Jewellumination舉辦期間，部分特急、準特急、急行增停京王讀賣樂園站。

 小田急電鐵
 多摩線
■快速急行、□通勤急行、■急行（通勤急行僅平日上行，全部車種從本站至小田急永山為止皆為各站停車）
栗平（OT 02）－小田急永山（OT 05）－小田急多摩中心（OT 06）
■各站停車
春日野（OT 04）－小田急永山（OT 05）－小田急多摩中心（OT 06）

## 註解
1. ↑  2014年3月15日時刻調整，多摩線準急僅平日早晨下行1班。

## 外部連結
- 京王永山 - 京王電鐵
- 小田急永山 - 小田急電鐵